# Stange (Adelsgeschlecht)

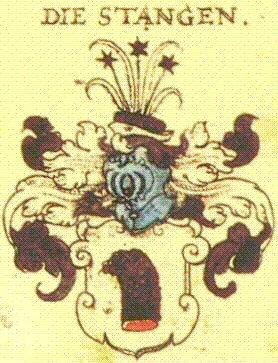
Wappen der Familie

Stange ist der Name eines thüringisch-sächsischen Adelsgeschlechtes.
Die Familie von Stange ist u. a. mit den Familien der Rabensteiner zu Döhlau und der Kindler von Zackenstein verwandt.
Das Wappen in Johann Siebmachers Wappenbuch von 1605 zeigt auf silbernem Grund eine abgetrennte schwarze Bärentatze mit rotem Schnitt. Die Helmdecken sind schwarz und silber. Die Helmzier besteht aus einem schwarzen Turnierhut mit silbernem Saum. Darüber erwachsen im Wechsel vier Halme und drei Blumen mit schwarzer sternförmiger Blüte.
Stange war auch der Name eines deutschen Kolonisators, der im 13. Jahrhundert in das Preußenland an der Weichsel kam; dort hießen mehrere Orte nach ihm.

## Besitz

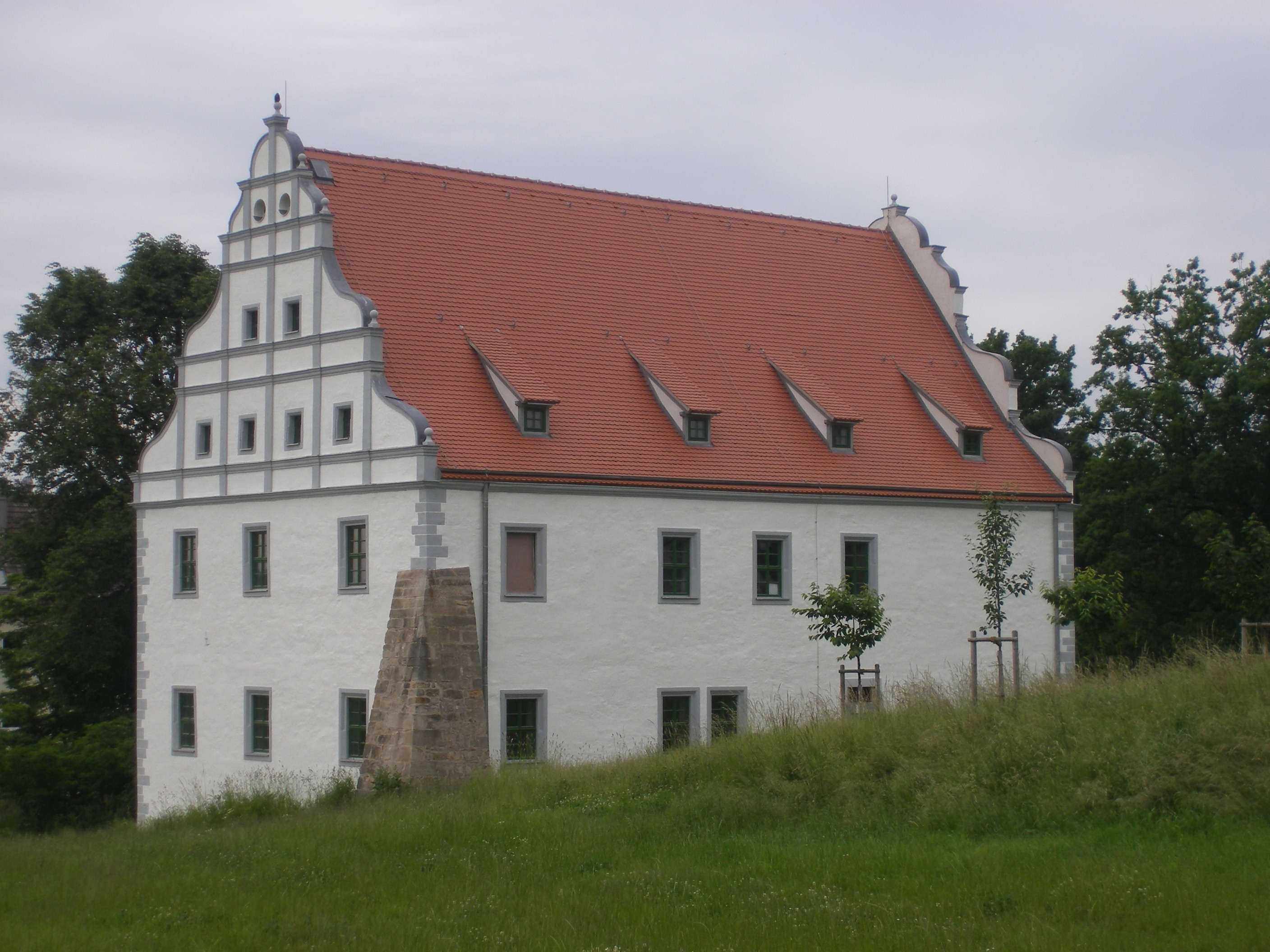
Herrenhaus Oberzetzscha, Altenburger Land

- Gut Stonsdorf, Niederschlesien (ab 1367)
- Herrenhaus Oberzetzscha (1567 erbaut, bis 1609 im Besitz)
- Herrenhaus Pöschwitz
- Drebach